# Magny-lès-Villers
Magny-lès-Villers – miejscowość i gmina we Francji, w regionie Burgundia-Franche-Comté, w departamencie Côte-d’Or.
Według danych na rok 1990 gminę zamieszkiwały 242 osoby, a gęstość zaludnienia wynosiła 63 osoby/km² (wśród 2044 gmin Burgundii Magny-lès-Villers plasuje się na 670. miejscu pod względem liczby ludności, natomiast pod względem powierzchni na miejscu 1296.).